# قزلجة قمشلو
قزلجة قمشلو (بالفارسية: قزلجه قمشلو) هي منطقة سكنية تقع في قسم تشاراويماق المركزي في إيران. يقدر عدد سكانها بـ 123 نسمة .